# Alfred Bengsch
Alfred Bengsch (Berlijn, 10 september 1921 - Oost-Berlijn, 13 december 1979) was een Duits geestelijke en kardinaal van de Rooms-Katholieke Kerk.
Bengsch, zoon van een Berlijnse postbeambte, bezocht het gymnasium van de Jezuïeten in Berlin-Charlottenburg en studeerde vervolgens theologie in Fulda. In de Tweede Wereldoorlog werd hij opgeroepen voor de Wehrmacht. Hij raakte gewond in de strijd en werd in 1944 krijgsgevangen genomen door de Amerikanen. Toen hij in 1946 vrij kwam, studeerde hij verder aan het seminarie van Neuzelle. In 1950 werd hij priester gewijd. Hij werkte vervolgens vier jaar in de zielzorg in Berlijn, alvorens te gaan doceren aan achtereenvolgens de seminaries van Neuzelle en Efurt. Juist was hij daar tot regens benoemd toen paus Pius XII hem in 1959 benoemde tot titulair bisschop van Tubia en tot bisschop-coadjutor van Berlijn. Hij ontving zijn bisschopswijding uit handen van Julius Döpfner. In 1961 vertrok Döpfner naar München-Freising en benoemde paus Johannes XXIII Bengsch tot bisschop van Berlijn, met ad personam de titel van aartsbisschop. Aartsbisschop Bengsch nam deel aan het Tweede Vaticaans Concilie.
Paus Paulus VI creëerde hem kardinaal in het consistorie van 26 juni 1967. De titeldiakonie San Filippo Neri in Eurosia werd pro hac vice zijn titelkerk. Kardinaal Bengsch nam deel aan het conclaaf van augustus 1978 dat leidde tot de verkiezing van paus Johannes Paulus I en aan dat van oktober, datzelfde jaar, waarbij paus Johannes Paulus II werd gekozen.
Hij overleed aan de gevolgen van kanker en werd bijgezet in de Sint-Hedwigskathedraal in Berlijn.

## Publicaties
- Heilsgeschichte und Heilswissen, Leipzig 1957
- Unterwegs zum Herrn, 1959
- Berufung und Bewährung, Leipzig 1960
- Der Glaube an die Auferstehung, 1962
- In Erwartung der Wiederkunft, 1966
- Konzil für dich, 1966
- Bankrott der Grundsätze?, 1967
- Glaube und Kritik, 1968
- A. Bengsch, Michael Schmaus, Elisabeth Gössmann: Haben wir noch Grundsätze?, 1968, ISBN 3-88096-412-2
- Kirche ohne Kreuz?, 1969
- Würde des Dienstes, 1969
- Ein Bischof steht Rede und Antwort, 1970
- Manipulation und christliches Leben, 1970
- Mit dem Herzen glauben, 1971
- Weder Gegenwärtiges noch Zukünftiges..., 1972, ISBN 3-87554-100-6
- Wo steht die Predigt heute?, 1974, ISBN 3-87554-118-9
- Mysterium und Nachfolge“, Berlin 1978
- Eucharistie. Gedächtnis und Hingabe, 1980, ISBN 3-87554-191-X

- Bibliothèque nationale de France: cb12589285w (data)
- Gemeinsame Normdatei: 118508954
- International Standard Name Identifier: 0000 0001 1576 6007
- Library of Congress Control Number: n80119464
- Nationale Bibliotheek van Tsjechië: skuk0001630
- Nederlandse Thesaurus van Auteursnamen: 06946961X
- Istituto Centrale per il Catalogo Unico: SBLV149619
- Système universitaire de documentation: 084681918
- Virtual International Authority File: 85158380
- WorldCat: E39PBJfh9Mg37w9PBr9D4MrH4q